# Albert Gillis von Baumhauer

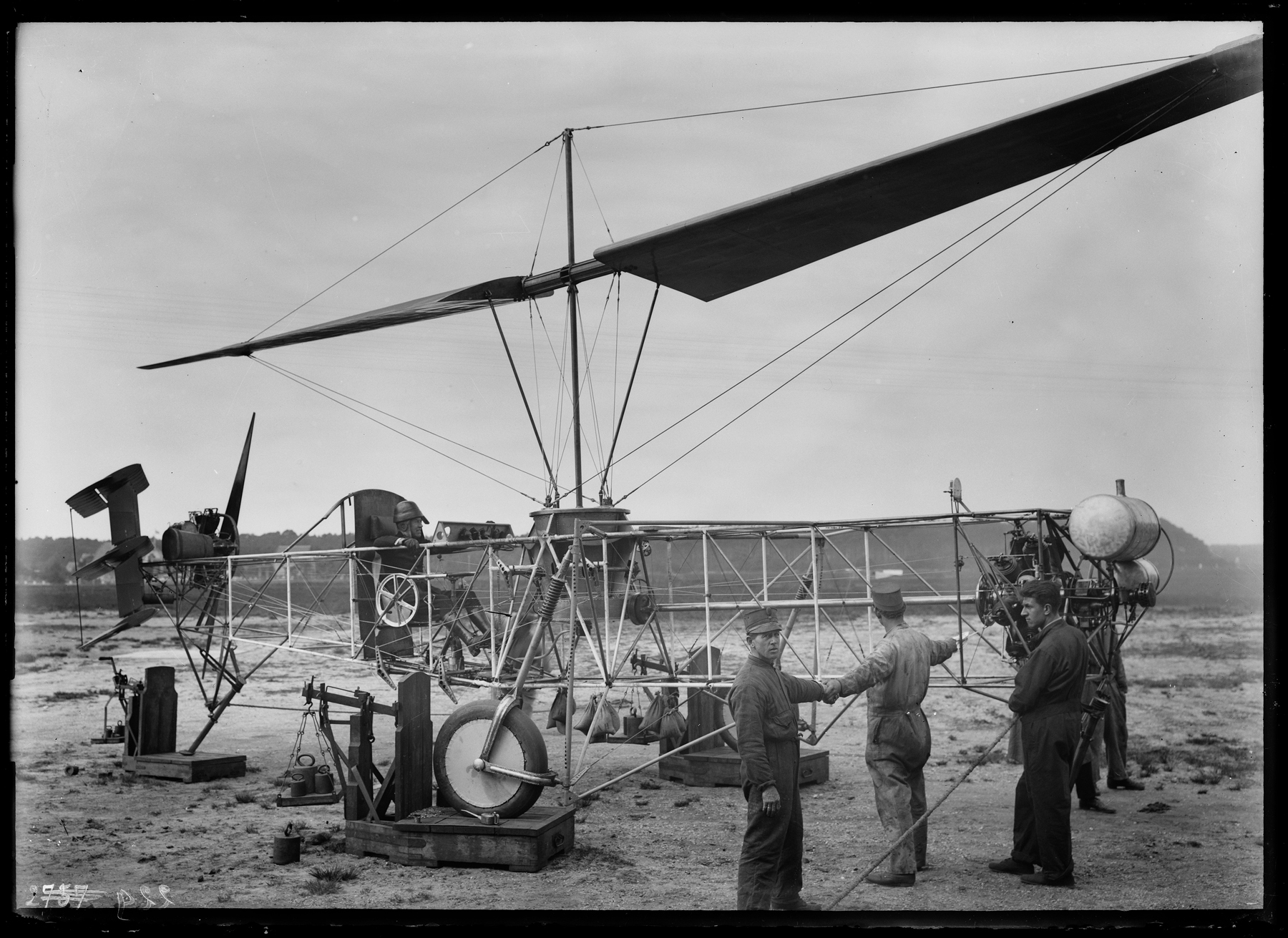
Eerste helikopterconstructie van Albert Gillis von Baumhauer met piloot Luitenant F.H. van Heyst in Soesterberg (1925)

Albert Gillis von Baumhauer (Heerenveen, 10 oktober 1891 – Alder (Ver. Staten), 18 maart 1939) was een Nederlands luchtvaartpionier vooral bekend vanwege zijn ontwerp van de eerste Nederlandse helikopter.

## Beginjaren en Van Berkel
In 1910 bouwde Von Baumhauer op 19-jarige leeftijd samen met de broers Six een dubbeldeks zweefvliegtuig. Daarna bouwde hij een model van een helikopter met twee tegengesteld draaiende rotors. Deze kreeg in 1913 in Frankrijk zijn luchtdoop maar bleek niet stabiel genoeg. Nadat hij vervolgens de HBS en de Technische Hoogeschool van Delft had doorlopen, vertrok hij naar Zürich om verder te studeren. Tijdens zijn studie te Delft ging hij ook naar de Duitse stad Göttingen, waar hij Theodore von Kármán en Ludwig Prandtl ontmoette.
In 1917 ging Von Baumhauer werken bij Spyker en in 1919 werd hij chef-engineer bij Van Berkel, waar hij verantwoordelijk was voor de ontwikkeling van de Van Berkel W-B, een niet zo succesvol watervliegtuig voor de Marine Luchtvaartdienst. Op 12 mei van dat jaar trouwde hij met Hildegonda Johanna Oldenhuis Gratama, met wie hij uiteindelijk drie kinderen kreeg. Na sluiting van de vliegtuigafdeling van Van Berkel trad Von Baumhauer in 1921 in dienst van de Rijksstudiedienst voor de Luchtvaart.

## Helikopter

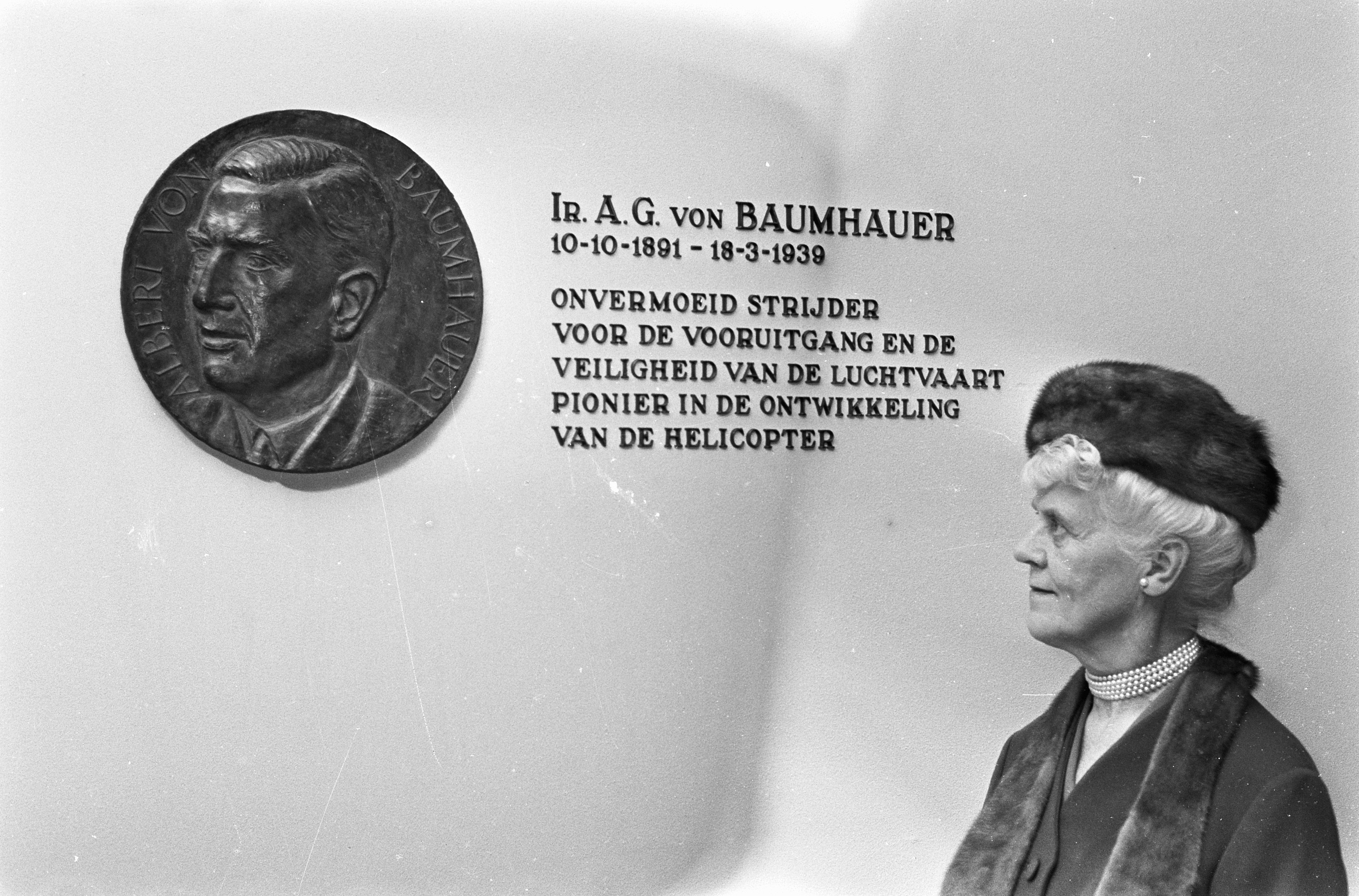
Onthulling van een gedenkplaat voor Albert Gillis von Baumhauer op Schiphol, in het bijzijn van zijn vrouw Hildegonda (1967)

In 1922 schreef het Britse ministerie van Luchtvaart een prijsvraag uit voor de bouw van een helikopter die onder andere 100 meter recht omhoog moest gaan, 100 km/u moest vliegen en weer veilig moest kunnen landen. De deelnemers hadden hiervoor tot 25 mei 1925 de tijd, later met een jaar verlengd. Von Baumhauer ging direct aan de slag, en schreef zich in 1924 in. Op 5 november 1924 richt hij, samen met een van de broers Six, de Vereeniging De Eerste Nederlandsche Hélicoptère op, om de zaak te bekostigen. In april 1925 was de helikopter gereed. Bij de bouw was Werkspoor betrokken. Testvlieger Van Heyst maakte op 10 februari 1926 de eerste redelijk succesvolle vlucht van enkele meters. De proefvluchten werden verplaatst van Soesterberg naar Schiphol en hielden aan tot 1930, de prijsvraag werd in de tussentijd afgelast vanwege een dodelijk ongeluk. Op 28 augustus 1930 vloog von Baumhauer het toestel zelf de vernieling in. Het geld was op en dus kwam er geen vervolg.
Ondanks de onvoltooide afloop was deze helikopter zijn tijd vooruit. Von Baumhauer maakte bij zijn ontwerp namelijk niet gebruik van twee tegengestelde rotors, in tegenstelling tot zijn tijdgenoten. Hij was een van de eerste die gebruik maakte van de zogenaamde staartrotor om de torsie van het toestel tegen te gaan. Hij was zelfs patenthouder van dit systeem (De Rus Boris Yuriev was hem, wat betreft de toepassing van de staartrotor, in 1912 voor). Echter, het ontwerp was niet perfect. De staartrotor werd aangedreven door een eigen motor en de hoek waaronder deze draaide kon niet tijdens de vlucht versteld worden, wat de besturing haast onmogelijk maakte. Later zou Igor Sikorsky de staartrotor succesvol herintroduceren.

## Luchtvaartdienst
Ondertussen ging Von Baumhauer zich ook toeleggen op zweefvliegen. In 1920 bezocht hij Rhön en in 1931 zweefde hij als eerste Nederlander een uur boven Zandvoort. In datzelfde jaar haalde hij ook zijn vliegbrevet voor gemotoriseerde vliegtuigen.
In 1937 werd Von Baumhauer ingenieur bij het Luchtvaartdienst van het ministerie van Waterstaat (Rijksluchtvaartdienst). Hier kreeg hij onder andere de taak om nieuwe vliegtuigtypes te inspecteren en keuren. Dit werd hem fataal op 18 maart 1939. Het Stratoliner-prototype van Boeing dat hij, samen met KLM onderdirecteur Guilonard, aan het inspecteren was, stortte neer op Mount Rainier nabij het gehucht Alder in de Amerikaanse staat Washington. Naast Von Baumhauer en Guilonard kwamen de testvlieger Julius Barr, Boeing hoofdingenieur Earl Ferguson, vijf andere Boeing-medewerkers en een vertegenwoordiger van TWA om het leven.
Von Baumhauer heeft zich gedurende zijn carrière vooral beziggehouden met het leggen van een wetenschappelijke basis ten aanzien van de ontwikkeling van de luchtvaart en de veiligheid daarvan. Daarnaast was von Baumhauer internationalist. Hij beheerste de kunstmatige taal Esperanto.
Zijn oudste zoon Eduard von Baumhauer kwam in februari 1941 samen met zijn vriend Arnold Cohen, om het leven bij een poging per boot Engeland te bereiken.

## Titels
- Von Baumhauer zou tot hoogleraar benoemd worden aan de TU Delft.
- Von Baumhauer was Fellow van de Royal Aeronautical Society in Groot-Brittannië
- Von Baumhauer was corresponderend lid van de Deutsche Akademie für Luftfahrtwissenschaften
- Von Baumhauer was vertegenwoordiger voor Nederland van het Amerikaanse Daniel Guggenheimfund